# Ammodytes tobianus
El aguacioso (Ammodytes tobianus), también llamado lanzón, es una especie de pez actinopeterigio marino, de la familia de los ammodítidos.
Su pesca es habitual y muy comercial, además de para alimentación humana es utilizado como cebo para la pesca de peces mayores.

## Morfología
De cuerpo muy alargado y delgado con la espadalda típicamente de color marrón-arena, con una longitud máxima descrita de 20 cm. No tienen espinas en las aletas, con unos 49 a 58 radios blandos en la aleta dorsal y 24 a 32 en la anal; con escamas en la línea media anterior a la aleta dorsal y sobre la musculatura en la base de la aleta caudal; los márgenes de las aletas dorsal y anal rectas con radios de igual longitud; línea lateral de poros alineados en hilera a lo largo de canales no ramificados.
Existen dos grupos de desove distintivos pero a menudo simpátricos en su área de distribución, pero no se les ha dado el estatus de subespecie, aunque los grupos reproductores difieren en el número de vértebras (el de otoño más alto que el de la primavera), estructura de otolitos y probablemente hábitats.

## Biología
Son peces territoriales, que alternan entre esconderse enterrados en el sustrato de arena y nadar en cardumen en la masa de agua. Los adultos se alimentan de zooplancton y algunas diatomeas grandes. Hiberna en invierno enterrado en arena a profundidades de 20 a 50 cm.

## Distribución y hábitat
Se distribuye por las costas del océano Atlántico nororiental, desde Murmansk hasta España, incluyendo Islandia y el mar Báltico, así como por el mar Mediterráneo. Son peces marinos de aguas templadas de comportamiento demersal, que prefieren profundidades entre 1 m y 96 m. Su hábitat son las aguas costeras, especialmente en las bahías arenosas y en las playas, incluida la zona intermareal y los estuarios, rara vez en alta mar.